# Gare d'Hangest
La gare d'Hangest, parfois appelée gare d'Hangest-sur-Somme par la SNCF, est une gare ferroviaire française de la ligne de Longueau à Boulogne-Ville, située à proximité du bourg centre de la commune d'Hangest-sur-Somme, dans le département de la Somme, en région Hauts-de-France.
Elle est mise en service en 1847, par la Compagnie du chemin de fer d'Amiens à Boulogne avant de devenir une gare de la Compagnie des chemins de fer du Nord, puis d'être intégrée dans le réseau de la Société nationale des chemins de fer français (SNCF) en 1938.
Hangest est un point d'arrêt sans personnel, desservi par des trains TER Hauts-de-France.

## Situation ferroviaire
Établie à 14 mètres d'altitude, la gare d'Hangest est située au point kilométrique (PK) 151,670 de la ligne de Longueau à Boulogne-Ville, entre les gares de Picquigny et de Longpré-les-Corps-Saints.

## Histoire
La « station d'Hangest » est mise en service le 15 mars 1847 par la Compagnie du chemin de fer d'Amiens à Boulogne, lorsqu'elle ouvre à l'exploitation la section d'Amiens à Abbeville. « Hangest » est alors la troisième station après Amiens, entre Picquigny et Longpré-les-Corps-Saints.
En 1851, elle devient une gare de la Compagnie des chemins de fer du Nord, lorsque celle-ci accepte une fusion absorption avec la compagnie primitive qui ne peut résister à la concurrence de sa grande rivale.

## Service des voyageurs

### Accueil

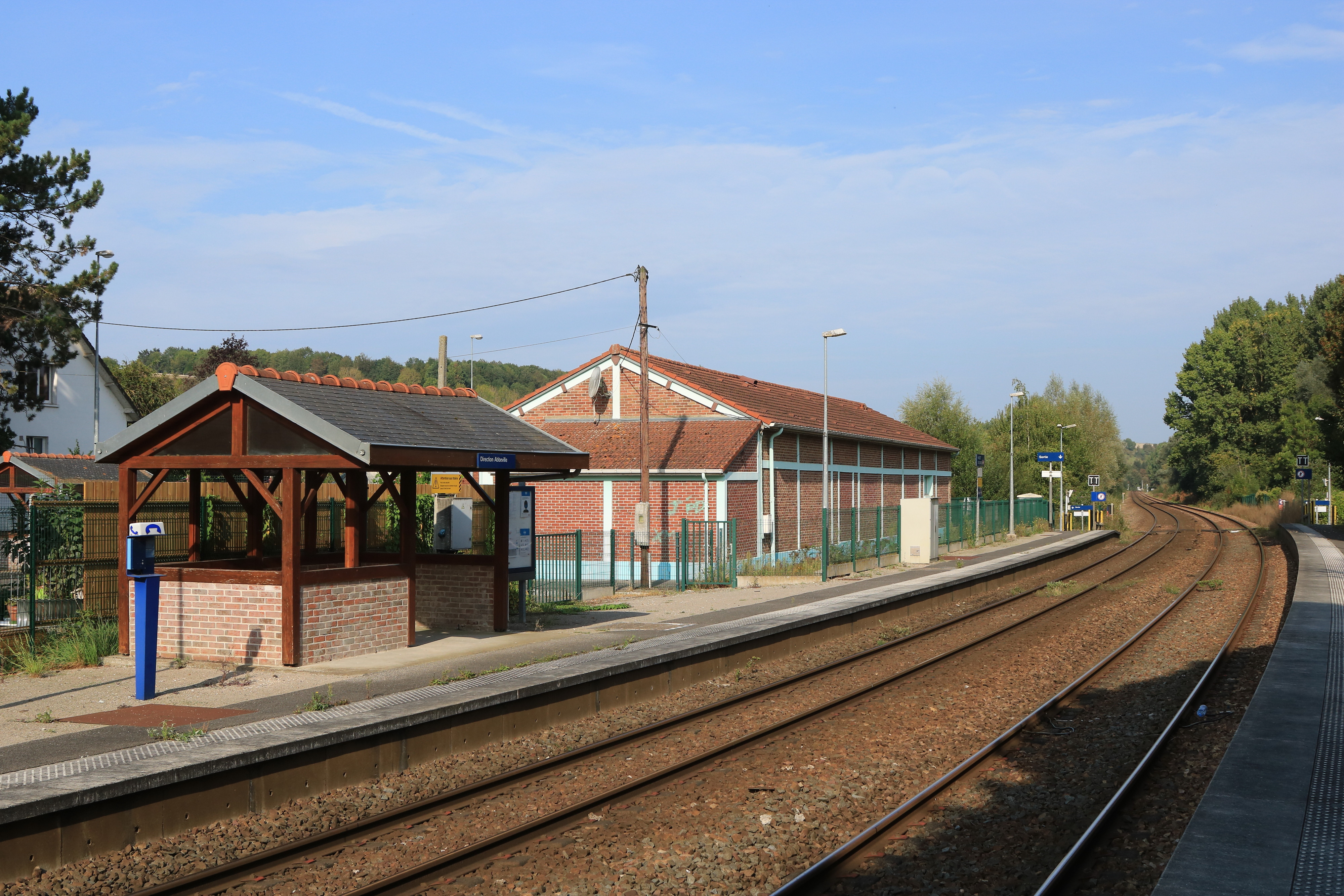
L'abri du quai direction Abbeville et, en arrière-plan, l'ancienne halle à marchandises.

Halte SNCF, c'est un point d'arrêt non géré (PANG) à accès libre.

### Desserte
Hangest est desservie par des trains TER Hauts-de-France qui effectuent des missions omnibus entre les gares d'Abbeville et d'Amiens, voire d'Albert (ligne P21).

### Intermodalité
Le stationnement des véhicules est possible à proximité de l'ancien bâtiment voyageurs.

## Patrimoine ferroviaire
Le bâtiment voyageurs, vendu à un particulier, est reconverti en habitation. Ce bâtiment au style de l'immédiat après-guerre est soit une rénovation, soit le remplaçant du bâtiment d'origine, érigé dans le style de la compagnie du chemin de fer d'Amiens à Boulogne. Ce dernier possédait à l'origine une marquise enjambant les voies, disparue dès le début du XXe siècle.
L'ancienne halle à marchandises est, quant à elle, devenue une déchetterie.